# The Sims 3: Övernaturligt
The Sims 3: Övernaturligt (The Sims 3: Supernatural) är ett expansionspaket för The Sims 3 från 2012.
I spelet kan man skapa övernaturliga varelser som  vampyrer, varulvar, älvor, häxor och trollkarlar. Med den nya alkemifärdigheten kan simmarna blanda elixir och prova dem på vänner och fiender, eller sig själva. Elixiren går också att skicka till vänner som spelar the Sims 3. Ett tillägg i spelet är månens faser som kan påverka övernaturliga simmar på olika sätt. Under fullmånen dyker zombies upp i staden. The Sims 3: Övernaturligt lägger också till en ny stad i spelet - Moonlight Falls. Några nya föremål är Zigenarvagnen, kvastar att flyga på, skeletthembiträde och en magisk spegel.